# L'albero delle noci
| Recensione       | Giudizio |
| ---------------- | -------- |
| Libera la Musica |          |
| Newsic           | 8/10     |
| Ondarock         | 7/10     |
| Rockol           | 8/10     |

L'albero delle noci è il sesto album in studio del cantautore italiano Brunori Sas, pubblicato il 14 febbraio 2025.
L'album contiene il singolo omonimo, con cui il cantautore ha gareggiato al 75º Festival di Sanremo, classificandosi al terzo posto al termine della manifestazione.

## Descrizione
Il titolo dell'album si ispira a un albero di noce situato davanti alla casa di Brunori, che l'artista osserva spesso durante il processo creativo, considerandolo una fonte di ispirazione per le sue canzoni. Il disco segna il ritorno del cantautore calabrese a cinque anni dal precedente Cip! e per la prima volta vede la produzione di Riccardo Sinigallia che lo ha aiutato a sperimentare nuove sonorità, uscendo dalla sua comfort zone.
Il tema centrale dell'album è la paternità, con particolare attenzione alle emozioni contrastanti che essa comporta: dalla gioia e meraviglia per la nascita di una nuova vita, alle paure e insicurezze legate al ruolo di genitore. Brunori dedica questo lavoro alla figlia Fiammetta, nata nell'ottobre 2021, esplorando come la sua nascita abbia trasformato profondamente la sua prospettiva sulla vita e sull'amore.

## Promozione
Il primo singolo estratto dal disco è stato il singolo La ghigliottina pubblicato il 18 settembre 2024, a cui  è seguito Il morso di Tyson uscito il 16 novembre alla vigilia dell'incontro fra Mike Tyson e lo youtuber Jack Paul.
Il terzo singolo estratto dall'album, la title track, è stato pubblicato il 12 febbraio 2025 in concomitanza alla partecipazione del cantautore al 75º Festival di Sanremo.
Il 18 aprile 2025 è stato reso disponibile Per non perdere noi, come quarto singolo estratto dall'album.
Il quinto singolo estratto dall'album è stato Più acqua che fuoco, uscito il 30 maggio 2025.

## Tracce
Testi di Dario Brunori, musiche di Riccardo Sinigallia.
1. Per non perdere noi – 3:39
2. L'albero delle noci – 3:56
3. La ghigliottina – 3:42
4. La vita com'è – 3:20
5. Pomeriggi catastrofici – 2:46
6. Il morso di Tyson – 4:00
7. Fin'ara luna – 2:39
8. Più acqua che fuoco – 3:03
9. Luna nera – 3:52
10. Guardia giurata – 2:23

## Classifiche
| Classifica (2025) | Posizione massima |
| ----------------- | ----------------- |
| Italia            | 2                 |